# 切比雪夫环形山

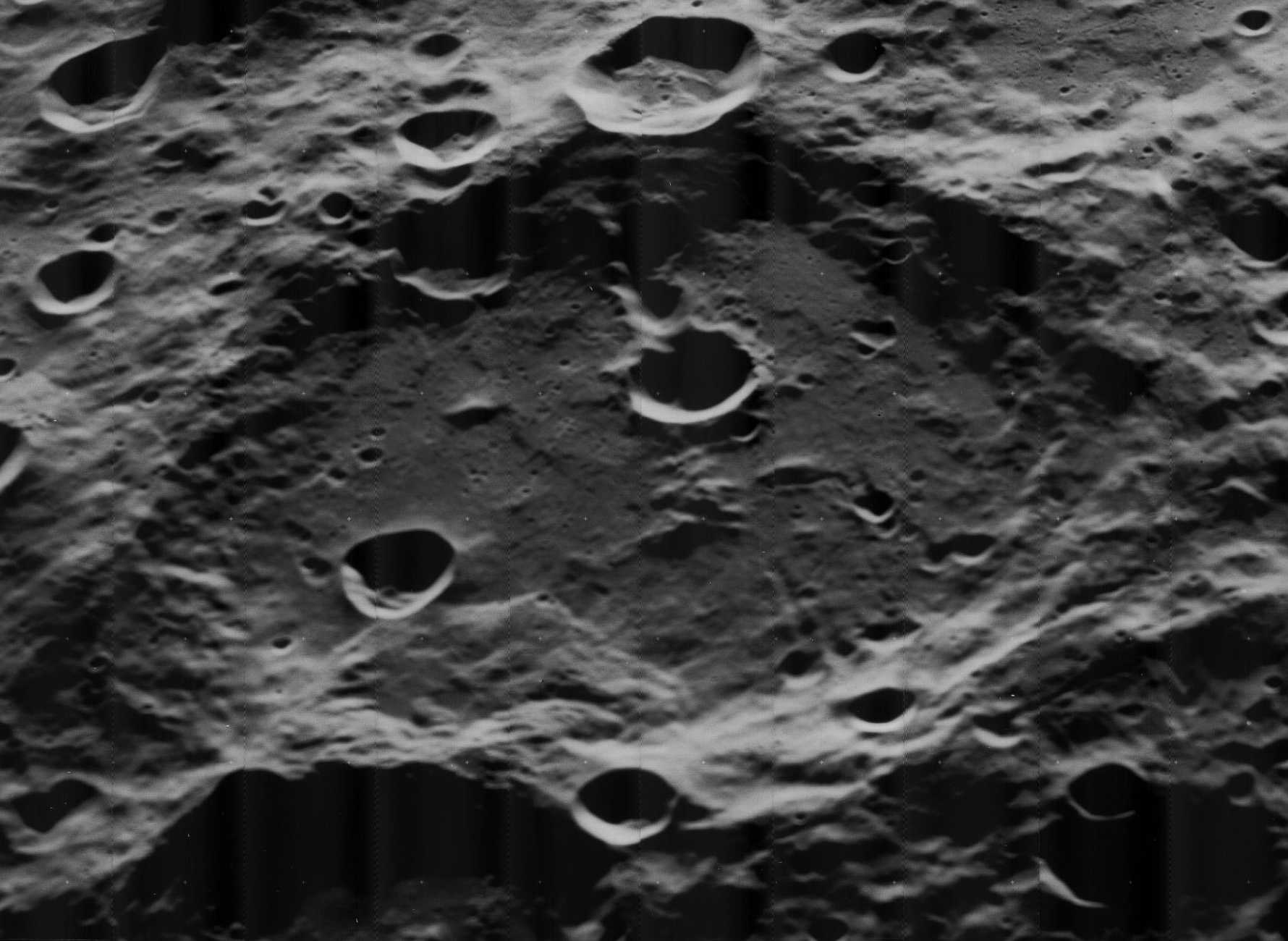
月球轨道器5号拍摄的斜视图

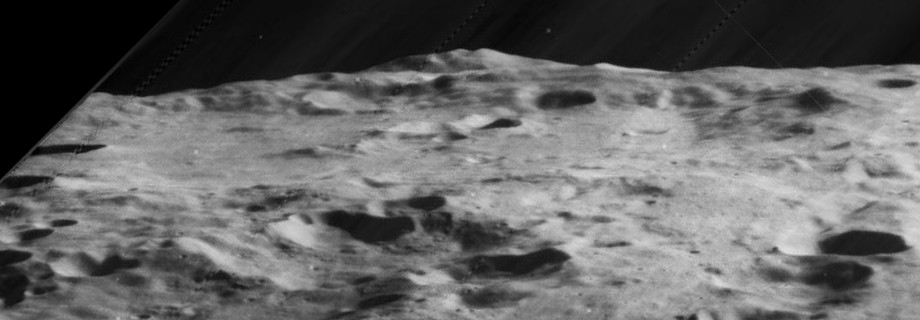
月球轨道器5号拍摄的另一幅高分辨率斜视图

切比雪夫环形山（Chebyshev）是位于月球背面南半部一座古老的大撞击坑，约形成于39.2-38.5亿年前的酒海纪，其名称取自俄罗斯数学家帕夫努季·利沃维奇·切比雪夫（1821年-1894年），1970年被国际天文学联合会批准接受。

## 描述
该陨坑位于东方海西南，南面毗邻布丰环形山，东南偏东侧切入了略小的朗缪尔环形山，并通过朗缪尔环形山与布劳威尔环形山一起构成一串大链坑，该陨坑中心月面坐标为34°01′S 132°53′W / 34.01°S 132.88°W，直径179.05公里，深度约3.028公里。
切比雪夫环形山的坑壁已被侵蚀，外观轮廓有些不规则，但大部分边缘仍可看出。它的东南坑底堆积了朗缪尔环形山的外侧垒，使该侧地表较为崎岖，沿西侧坑壁覆盖了数座撞击坑，其中最醒目的是坑壁峻峭，轮廓略鼓的卫星坑切比雪夫 U；北侧坑壁穿切有一道长约30-40公里，向外延伸的V字型宽槽；沿东北壁也分布有一些较小的陨坑，南侧壁部分则显得较为破碎杂乱。切比雪夫环形山坑壁最大高出周边地形1870米，内部容积约8081立方千米。坑内地貌结构多样，平坦与崎岖交杂。从西侧内壁延伸出一串链状凿坑几乎直抵坑底中心，东北部絮状般分布有数条浅细的裂隙，而南部区坐落了碗状的卫星坑切比雪夫 N，除西南侧略微外鼓外，它的外观几乎接近正圆；而靠近西南偏西内壁则覆盖有另一座外观不太规则的陨石坑。
该陨坑的外观结构可能受到了来自东北方东方海盆地形成时所抛射喷出物的撞击影响。

## 卫星陨石坑
按惯例，最靠近切比雪夫环形山的卫星坑在月图上以字母标注在该坑中心点的旁边。
| 切比雪夫 | 月面坐标                            | 直径, 公里 |
| -------- | ----------------------------------- | ---------- |
| C        | 30°17′S 127°31′W / 30.29°S 127.51°W | 26.86      |
| N        | 37°45′S 134°40′W / 37.75°S 134.67°W | 24.43      |
| U        | 33°17′S 137°06′W / 33.29°S 137.10°W | 35.68      |
| V        | 33°32′S 133°59′W / 33.53°S 133.99°W | 23.74      |

## 另请参阅
- Andersson, L. E.; Whitaker, E. A. . NASA RP-1097. 1982.
- Blue, Jennifer. . USGS. July 25, 2007  [2014-12-06]. （原始内容存档于2014-12-01）.
- Bussey, B.; Spudis, P. . New York: Cambridge University Press. 2004. ISBN 978-0-521-81528-4.
- Cocks, Elijah E.; Cocks, Josiah C. . Tudor Publishers. 1995. ISBN 978-0-936389-27-1.
- McDowell, Jonathan. . Jonathan's Space Report. July 15, 2007  [2007-10-24]. （原始内容存档于2012-05-26）.
- Menzel, D. H.; Minnaert, M.; Levin, B.; Dollfus, A.; Bell, B. . Space Science Reviews. 1971, 12 (2): 136–186. Bibcode:1971SSRv...12..136M. doi:10.1007/BF00171763.
- Moore, Patrick. . Sterling Publishing Co. 2001. ISBN 978-0-304-35469-6.
- Price, Fred W. . Cambridge University Press. 1988. ISBN 978-0-521-33500-3.
- Rükl, Antonín. . Kalmbach Books. 1990. ISBN 978-0-913135-17-4.
- Webb, Rev. T. W.  6th revised. Dover. 1962. ISBN 978-0-486-20917-3.
- Whitaker, Ewen A. . Cambridge University Press. 2003. ISBN 978-0-521-54414-6.
- Wlasuk, Peter T. . Springer. 2000. ISBN 978-1-85233-193-1.